# Lillian St. Cyr
Lillian St. Cyr   (Reserva Winnebago, 13 de febrer de 1884 - Nova York, 13 de març de 1974) fou una actriu estatunidenca de cinema mut. Ella i el seu marit James Young Deer havien estat anomenats per alguns com la primera "parella poderosa" ameríndia. Va néixer en la Tribu Winnebago de Nebraska en la reserva índia Winnebago.
Lillian va estudiar a la Carlisle Indian Industrial School de Pennsylvània i més tard es traslladà a Washington DC on va conèixer J. Younger Johnson (James Young Deer), amb qui es va casar el 9 d'abril de 1906. Young Deer era originalment James Young Johnson de l'ètnia nanticoke nascut a Washington DC Havia estat veterà de la Marina en la guerra hispano-estatunidenca, i després de casar-se amb Lillian la parella va actuar en alguns clubs socials de la ciutat de Nova York. En l'estiu de 1909, van treballar com a assessors tècnics per a D.W. Griffith, seguides d'aparicions en films de bisons. Es traslladaren a Hollywood el 1909.
St. Cyr va aparèixer en la primera pel·lícula western que es filmarà on ara es coneix com a Hollywood, The Squaw Man (1914) pel productor/director Cecil B. DeMille. Això fou seguit per un paper amb l'estrella cowboy Tom Mix a In the Days of the Thundering Herd (1914) i a Fighting Bob (1915). A la versió de Ramona de 1916 St. Cyr feia el paper de mare de Ramona.
De 1908 a 1921 St. Cyr va actuar en més de 35 curtmetratges western.
Es va retirar de l'actuació en la dècada de 1920 i s'establí a la ciutat de Nova York. Fou enterrada al cementiri St. Augustine a Nebraska.
La cançó Red Wing suposadament era connectada amb ella, i sovint cantada per ella, encara que els historiadors de cinema ho qüestionen.